# لورنزو فرناندز
لورنزو فرناندز (انگلیسی: Lorenzo Fernández؛ ۲۰ مهٔ ۱۹۰۰ – ۱۶ نوامبر ۱۹۷۳) یک بازیکن فوتبال اهل اروگوئه بود.
وی همچنین در تیم ملی فوتبال اروگوئه بازی کرده‌است.